# Микинок (тауншип, Миннесота)
Микинок (англ. Mickinock) — тауншип в округе Розо, Миннесота, США. На 2000 год его население составило 302 человека.

## География
По данным Бюро переписи населения США площадь тауншипа составляет 97,6 км², из которых 97,6 км² занимает суша, водоёмов нет.

## Демография
По данным переписи населения 2000 года здесь находились 302 человека, 111 домохозяйств и 86 семей.  Плотность населения —  3,1 чел./км².  На территории тауншипа расположено 124 постройки со средней плотностью 1,3 построек на один квадратный километр. Расовый состав населения: 98,34 % белых, 0,33 % афроамериканцев, 0,33 % коренных американцев и 0,99 % приходится на две или более других рас.
Из 111 домохозяйств в 36,0 % воспитывались дети до 18 лет, в 73,0 % проживали супружеские пары, в 2,7 % проживали незамужние женщины и в 22,5 % домохозяйств проживали несемейные люди. 18,0 % домохозяйств состояли из одного человека, при том 10,8 % из — одиноких пожилых людей старше 65 лет. Средний размер домохозяйства — 2,72, а семьи — 3,13 человека.
28,8 % населения — младше 18 лет, 6,0 % — в возрасте от 18 до 24 лет, 28,8 % — от 25 до 44, 23,8 % — от 45 до 64, и 12,6 % — старше 65 лет. Средний возраст — 38 лет. На каждые 100 женщин приходилось 112,7 мужчин.  На каждые 100 женщин старше 18 приходилось 115,0 мужчин.
Средний годовой доход домохозяйства составлял 48 281 доллар, а средний годовой доход семьи —  55 000 долларов. Средний доход мужчин —  29 750  долларов, в то время как у женщин — 25 893. Доход на душу населения составил 17 697 долларов. За чертой бедности находились 4,9 % семей и 7,5 % всего населения тауншипа, из которых 9,2 % младше 18 и 24,4 % старше 65 лет.